# قائمة شخصيات غيلتي جير
تنقسم الشخصيات في لعبة الفيديو القتالية غيلتي جير إلى نوعين:

## شخصيات متاحة للعلب

### إينو
ظهرت إينو أول مرة في إصدار Guilty Gear Xx فصاعدا، ولكنه ظهرت كخصم في مساوى التتابع في هذا الإصدار فقط بتحديثاته، وعلى العكس من باقي الإصدارات فقد ظهرت كشخصية متاحة مذ البداية. تعد المعلومات المتوفرة عنها -في اللعبة نفسها- قليلة، ففي إصدار غيلتي جير#غيلتي جير إكس 2 ظهر سجلها بعبارة «غير معروف» (بالإنجليزية: Unknown)‏. إينو خادمة لدى ذات مان كذلك ريفن وجاك-و. دائما ما تحب التحدث لباقي الشخصيات بلهجة الإغراء خاصة إن كانوا رجالا، وهذا لكي يبدأو بالمزاح معها ومغازلتها فيصير لديها فرصة لتغدر بهم بمكر، عدا أنه هناك بعض الشخصيات لا تنخدع بهذا مثل سول-بادغاي، عدا أن سول-أوردر قد إنخدع ودفع حياته ثمنا لهذا. غالبا ما تحب كذلك افتعال شجار بين الشخصيات، ومضايقتهم خاصة الفتيات، وحاولت أكثر من مرة خطف ديزي بناء على أمر من سيدها، ولكنها حاولت التفلت من سلطته ولكنها رجعت عن قرارها خوفا من أن يقتلها.

### بkgز
8048047074480744704694784878048008074084787487878074474847

### 484804
8478047470078474764745447074474774.

### تشيب زانوف
ظهر تشيب كشخصية متاحة للعب في إصدار Guilty Gear الأولى.
تشيب هو شاب أمريكي نحيف كان يعمل لدى المافيا، ثم تعلم أساليب النينجا بعدما ترك العصابات.

### تيستمنت
ظهر تيستمنت كشخصية متاحة للعب في سلسلة ألعاب الجير المذنب القتالية في إصدار Guilty Gear الأولى.
ولد تيستمن يتيما وقد تبناه فيما بعد كليف آندرسن، وبما أن كليف واحد من ترتيب فرسان الحرب المقدسة، فقد قام بإلحاق تيستمنت بالترتيب. تماما كسول تحول تيستمن من إنسان إلى جير ولكنه على النقيض من المذكور فلم يفقد وعيه ولا ذاكرته، وبالتالي طريقة معاملته لم تتغير.

### جاستيس
ظهرت جاستيس كشخصية رئيسية متاحة للعب في أول إصدار. جاستيس هي أول جير مكتمل. قادت الجير في الحرب التي دامت أكثر من مائة عام بين الجير والبشر للسيطرة على الأرض، وحتى بعد هزيمة الجير كانت من القلة القليلة الناجية من هذة المخلوقات. عدوها اللدود هو فريدريك "سول" وهذا لكونه متملص من سيطرتها عدا أنه جير في جسد، وكذلك لأنه اشترك ضدها في الحرب تحت قيادة كليف. بعد الحرب وٱنشقاقه عن تنظيم فرسان الحروب المقدسة خاضت معه معركتين: الأولى استخدم فيها سول قوة جسده الهائلة ثم استدعى طاقة الجير لأول مرة وهزمها بصعوبة لعدم مقدرته على السيطرة على طاقاه المزدوجة، في الثانية كان قد اعتاد على السيطرة على الطاقة المزدوجة وكان معه جهاز «مكافحة الجير العليا» الذي يربطه على هيئة عصابة رأس لكي يمنع طاقته من الخروج عن حد السيطرة، وسلاح سيف ختم النار الذي صنعه بنفسه لكي يستخدم مقدارًا ضئيلًا من طاقته؛ واستطاع هذة المرة هزيمتها بكل سهولة وكانت هزيمة ساحقة. ماتت جاستيس على إثر ذلك.

### جام كوارادوبيري
.

### د. بالدهيد
د. بالدهيد (بالإنجليزية: Dr. Bald Head)‏ وتعني الرأس عديم الشعر.
لم يظهر د. بالدهيد بشكله واسمه الحقيقيين إلا في إصدار Guilty Gear الأولى فقط، فيما عدا ذلك ظهر في باقي الإصدارات كشخصية متاحة للعب أيضا لكن بوضع قناع من الورق المقوى وكذلك اسم مستعار Faust.
كان د. بالدهيد طبيبا جراحا ماهرا ومحبوبا، لكنه أثناء عملية جراحية لفتاة قام بارتكاب خطأ ما أدى لموتها. أثرت الحادثة على عقله بالإضافة لشكوكه، وبعدها قام بقتل العشرات من الأبرياء، بسبب هذا تم سجنه بعيدا في سجن ديمنجنال (بالإنجليزية: Dimensional Prison)‏ وتعني سجن أبعاد. ظل د. بالدهيد هناك إلى أن جاء رجل غريب في ثياب سوداء كأنه من خلال المظهر سافك للأرواح، وقام بتحرير د. بالدهيد وأعاد له سكين العمليات العملاقة الخاصة به. فيما بعد سيظهر أن هذا الرجل هو تيستمنت وكان في نفس الوقت قد حرر جاستيس.
في Guilty Gear Xrd Sign سيدرك د. بالدهيد -وهو مطلق على نفسه فوست- أن طائفة السفاحين، وزعيمها هو زاتو. كانت لها علاقة بالحادثة التي حدثت -موت الفتاة المريضة- كعقاب على موقفه منهم.

### زاتو-1
ظهر زاتو كشخصية متاحة للعب في إصدار Guilty Gear الأولى. كان زاتو-1 قائدا لتنظيم السفاحين، وبتضحيته ببصره ليصبح مضيفا لإدي؛ أصبح بإمكانه القتال بمساعدة ظله.
وفي إصدار Guilty Gear X تم ذبحه على يد قريبته مليا، سيطر إدي على جسده بالكامل -وهذا لأن إدي ظل بحاجة لجسد يبقى فيه-.

### سول-بادغاي
ظهر سول -تماما كعدوه اللدود كاي-كيسك- كشخصية رئيسية متاحة للعب مذ أول إصدارات الجير المذنب في إصدار Guilty Gear الأولى. منذ الوهلة الأولى، كان سول دائما ما يحب البقاء بمعزل وبمفرده، ومع هذا فإن له دور بارز في الأحداث. عمل لبعض الوقت كصائد كنوز، وعمله هذا قد أظهر جوانب شخصيته وما بها من كسل وفظاظة، ولكن سماته أثناء القتال تنافي هذا، فهو في الأصل يتمتع بذكاء مذهل وعاطفة يستطيع التحكم بها ليظهر في المعارك بأسلوبه القتالي المرعب.

### سول-أوردر
ظهر سول-الترتيب أول مرة كشخصية متاحة للعب في السلسلة في إصدار Guilty Gear Xx Slash. وهو يصور شخصية سول-بادغاي عندما كان فردا في «تنظيم الفرسان المقدسة»، وبالتحديد بعد تحوله وقبل أن يصنع سيف ختم النار.

### كليف آندرسن
ظهر كليف في أول إصدارات الجير المذنب. كليف هو عجوز ظهر في السلسلة كمؤسس للتنظيم السري للفرسان المقدسة، وقد أضاف له ابنه بالتبني، تسيتمنت، وكذللك سول-بادغاي كرد جميل له على إنقاذه لكليف عندما كان صغيرا، وأخيرا كاي-كيسك الذي أصبح فيما بعد قائدا.
كذللك فقد صنع كليف سيفا خاصا به سماه 'التنين القاتل'.

### ليو وايتفانغ
ظهر أول مرة في الإصدار الجديد Guikty Gear Xrd Sign؛ لذا فمعلوماته نادرة ومازل معظمها منتظرا في الإصدارات التالية.

### ماي
ظهرت في أول إصدار كشخصية متاحة للعب واستمرت كذلك في باقي الإصدارات.
وهي عضوة شابة لطيفة وشجاعة في فريق قراصنة قناديل البحر تحت قيادة جوني سفوندي الذي تبناها بعد أن كانت يتيمة.

### مليا ريج
ظهرت مليا كشخصية متاحة للعب في إصدار Guilty Gear الأولى.
كانت بدايتها كعضوة في طائفة السفاحين، والذين علموها كيف تستعمل شعرها كسلاح، لكنها انشقت عنهم وعن سلطة قريبها وزعيم الطائفة زاتو-1.